# Rundvik
Rundvik – miejscowość (tätort) w Szwecji, w regionie administracyjnym (län) Västerbotten, w gminie Nordmaling.
Według danych Szwedzkiego Urzędu Statystycznego liczba ludności wyniosła: 810 (31 grudnia 2015), 813 (31 grudnia 2018) i 800 (31 grudnia 2019).